# Ankelsocka
Ankelsocka, en tunn, kort strumpa. Benämningen uppkom under 1900-talet inom herrkonfektionen för att beteckna en strumpa, som var betydligt kortare än de vanliga herrstrumporna som behövde strumpeband för att sitta uppe.